# Põhja-Tallinn

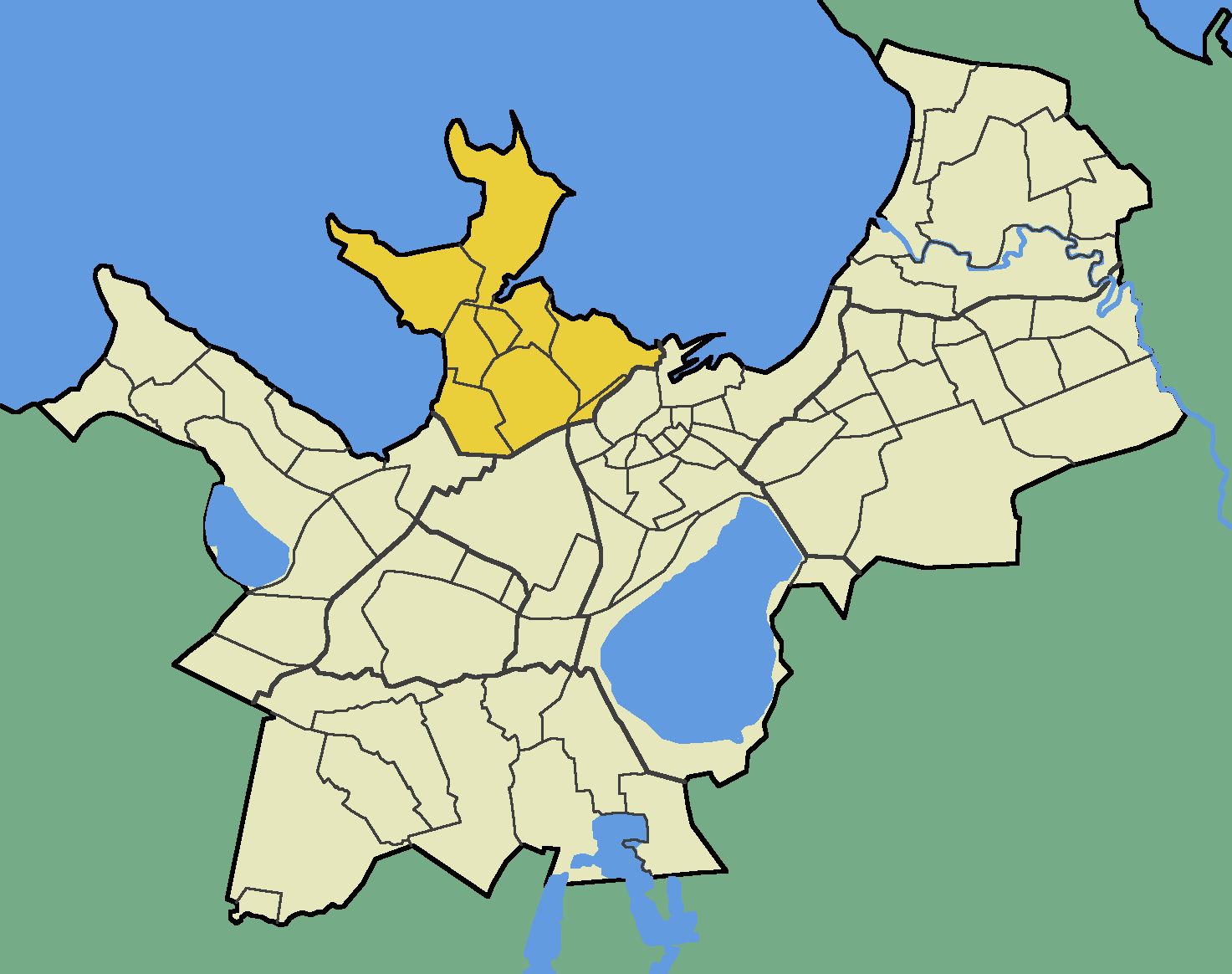
Lage von Põhja-Tallinn

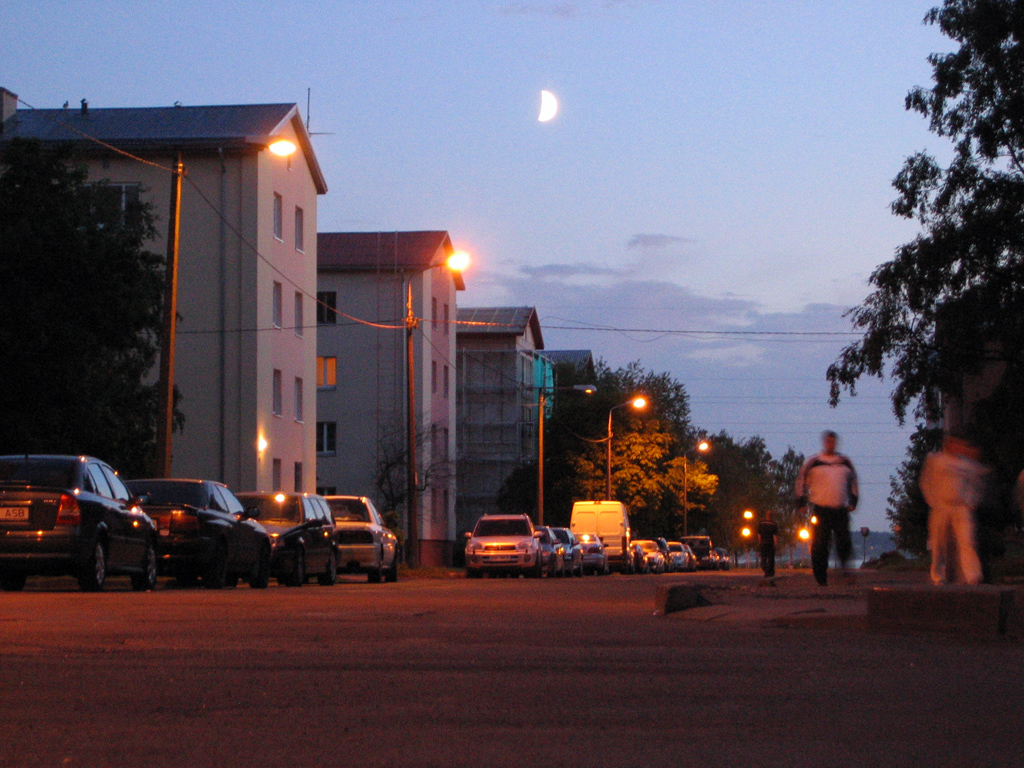
Põhja-Tallinn

Põhja-Tallinn (wörtlich Nord-Tallinn) ist ein Stadtteil der estnischen Hauptstadt.
In Põhja-Tallinn leben 53.881 Einwohner Tallinns (Stand: 31. Dezember 2011). Die Fläche beträgt 17,3 km². Der Stadtbezirk liegt (nord-)westlich des Stadtzentrums an der Tallinner Bucht.
Der Stadtbezirk umfasst die Stadtbezirksteile (estnisch asumid) Kopli (deutsch Ziegelskoppel), Paljassaare, Kalamaja (Fischermay), Kelmiküla und Pelgulinn.
Neben der Innenstadt und dem Domberg von Tallinn stellt Põhja-Tallinn einen der ältesten Teile der Stadt dar. Die Halbinseln Paljassaare und Kopli waren seit dem Mittelalter für ihre Strände und Häfen bekannt. In Kopli lag der deutschbaltische Friedhof Kopli kalmistu. Die ein- bis zweigeschossigen Holzhäuser in Kalamaja sind teilweise von großem architekturhistorischem Wert.

## Bevölkerung
Põhja-Tallinn gehört hinsichtlich seiner Bevölkerung zu den stark gemischtsprachigen Stadtbezirken Tallinns. Während in den Stadtbezirksteilen Kelmiküla, Kalamaja und Pelgulinn ein hoher Anteil ethnischer Esten lebt, dominieren in den großen Wohnblocksiedlungen von Pelguranna, Karjamaa und Kopli die russischsprechenden Einwohner. Insgesamt erreichte im Jahr 2020 der Anteil der Bewohner mit estnischer Muttersprache in Põhja-Tallinn 50,3 % die relative Mehrheit. Die russischsprechenden Bewohner bildeten im Jahr 2020 noch einen Anteil von 39,3 %.

## Wissenswertes
Das estnische Hip-Hop-/Pop-Ensemble Põhja-Tallinn hat sich nach dem Stadtteil benannt.

## Galerie

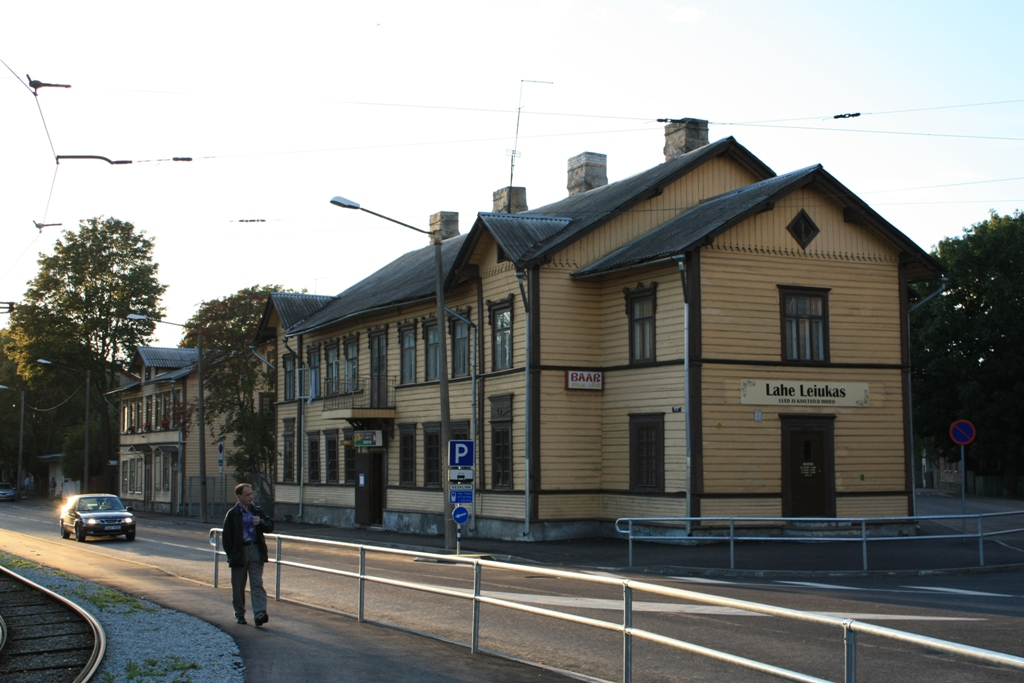
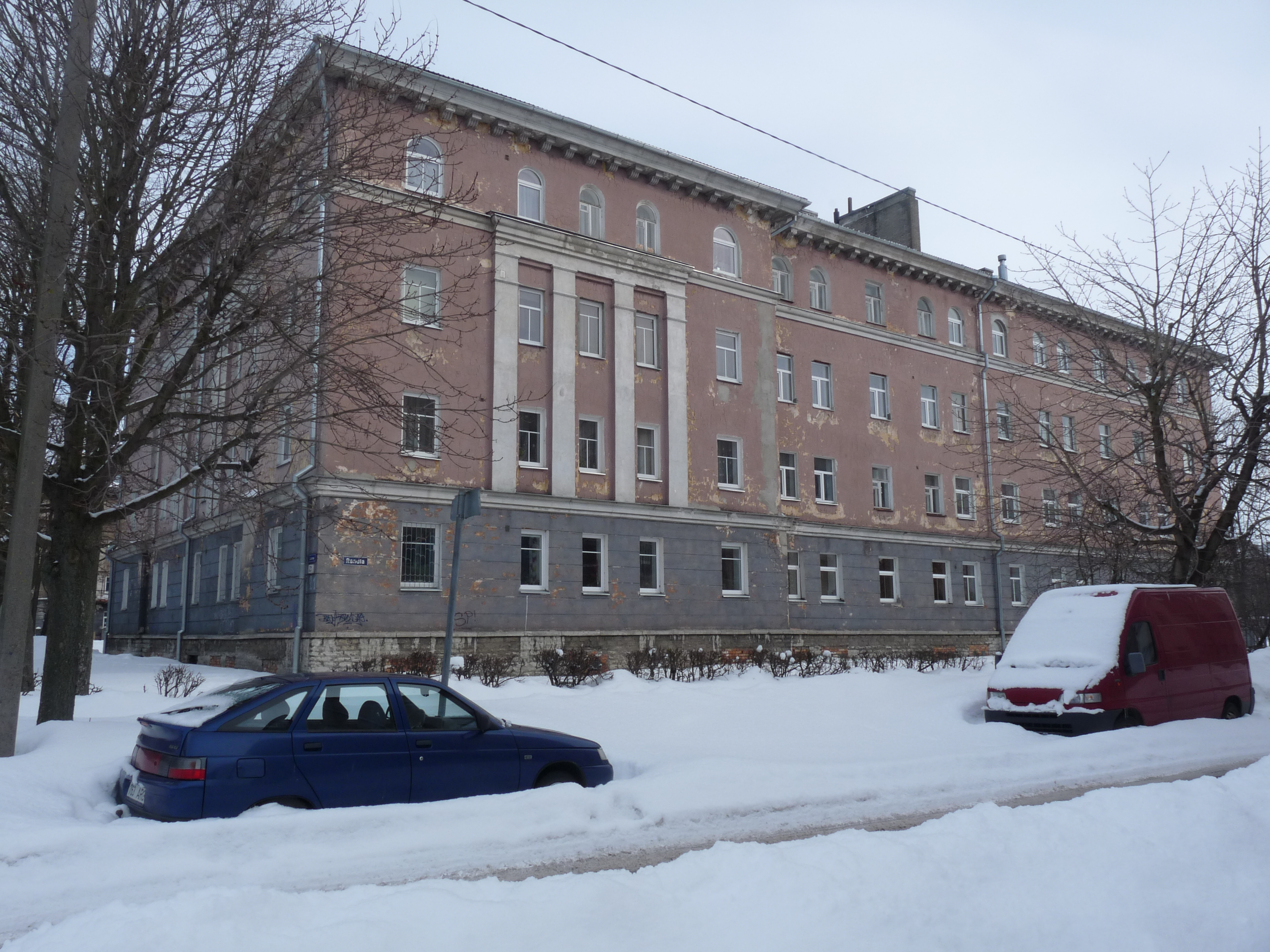